# Glashaus (Band)
Glashaus (Eigenschreibweise GLASHAUS) ist eine deutsche Soulband unter Vertrag bei dem Label 3p. 

## Bandgeschichte

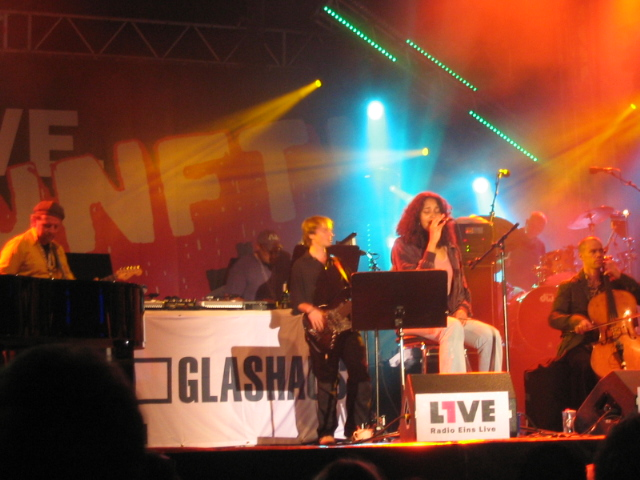
Glashaus 2005 beim Kölner Ringfest

Nachdem Cassandra Steen bei dem Musiklabel Booya Music unterschrieben hatte, ihre Karriere dort aber nicht richtig in Schwung kam, wurde Moses Pelham 1999 durch ein Demo-Tape auf die Sängerin aufmerksam und arrangierte ein Treffen der beiden zusammen mit dem Musikproduzenten Martin Haas. Haas arbeitete bereits seit 1989 mit Pelham zusammen und produzierte unter anderem die Lieder von Sabrina Setlur und dem Rödelheim Hartreim Projekt. Pelham und Haas nahmen mit Steen als Sängerin einige Lieder auf, welche ursprünglich für ein Soloalbum von Steen gedacht waren. Da die drei nach eigenen Aussagen jedoch eine Art „Seelenverwandtschaft“ entwickelten und zudem Pelham als Songschreiber fungiert, gründeten sie zusammen Glashaus. Anfang 2001 erschien das gleichnamige Debütalbum, die erste Singleauskopplung Wenn das Liebe ist erreichte Platz fünf in den deutschen Singlecharts. Beim VIVA Comet 2001 war die Band in den Kategorien Newcomer national, Hip Hop national und Video national nominiert, konnte aber keinen Preis gewinnen. Ebenfalls drei Nominierungen erhielt Glashaus bei der Echoverleihung 2002. Das Debütalbum wurde in den Kategorien Nationaler Newcomer des Jahres und Gruppe des Jahres national nominiert, die Single Wenn das Liebe ist erreichte eine Nominierung in der Kategorie Erfolgreichster nationaler Song des Jahres. Auch hier konnte schlussendlich kein Preis gewonnen werden.
Das Nachfolgealbum Glashaus II (Jah Sound System) erschien am 19. August 2002 und konnte sich auch in den österreichischen und Schweizer Albumcharts platzieren. Beim deutschen Vorentscheid zum Eurovision Song Contest 2004 traten Glashaus zusammen mit Sabrina Setlur und der Sängerin Franziska auf und präsentierten den Song Liebe, schieden mit diesen nach der ersten Runde aber aus. Mit dem am 9. Mai 2005 veröffentlichten Album Drei erreichte die Band erstmals die Top-5 in den deutschen Albumcharts, die Lead-Single Haltet die Welt an erreichte Platz elf in Deutschland. Aufgrund von Steens Solokarriere wurde vorerst kein neues Album aufgenommen oder weitere Konzerte gespielt. Eine offizielle Trennung der Band gab es jedoch nicht. 2008 wurde die Sängerin Peppa Teil von Glashaus, mit ihr veröffentlichte die Band im November 2009 das Album Neu, welches kommerziell hinter den drei Vorgängeralben zurückblieb. Ende 2016 kehrte Steen zu Glashaus zurück. Im April 2017 erschien das Album Kraft, welches in der alten Formation zusammen mit Steen aufgenommen wurde.

## Stil
Glashaus Musik wird als deutschsprachiger Soul, mit religiösen Texten und teilweisen Hip-Hop-Beats beschrieben. Teilweise werden in den Liedtexten Ausschnitte aus der Bibel zitiert. Weiterhin sind Pop- und R&B-Einflüsse hörbar. Das vierte Studioalbum Neu hat teilweise auch elektronische Einflüsse. Die deutschsprachigen Alben Glashaus regten viele deutsche Musiker an, Lieder in ihrer Muttersprache zu schreiben.

## Diskografie

### Studioalben
| Jahr | Titel Musiklabel                  | Höchstplatzierung, Gesamtwochen, AuszeichnungChartplatzierungen (Jahr, Titel, Musiklabel, Platzierungen, Wochen, Auszeichnungen, Anmerkungen) | Höchstplatzierung, Gesamtwochen, AuszeichnungChartplatzierungen (Jahr, Titel, Musiklabel, Platzierungen, Wochen, Auszeichnungen, Anmerkungen) | Höchstplatzierung, Gesamtwochen, AuszeichnungChartplatzierungen (Jahr, Titel, Musiklabel, Platzierungen, Wochen, Auszeichnungen, Anmerkungen) | Anmerkungen                            |
| Jahr | Titel Musiklabel                  | DE | AT | CH | Anmerkungen                            |
| ---- | --------------------------------- | --- | --- | --- | -------------------------------------- |
| 2001 | Glashaus 3p                       | DE20 (33 Wo.)DE | — | — | Erstveröffentlichung: 2. April 2001    |
| 2002 | Glashaus II (Jah Sound System) 3p | DE16 (6 Wo.)DE | AT53 (3 Wo.)AT | CH83 (1 Wo.)CH | Erstveröffentlichung: 19. August 2002  |
| 2005 | Drei 3p                           | DE4 (16 Wo.)DE | — | CH61 (4 Wo.)CH | Erstveröffentlichung: 9. Mai 2005      |
| 2009 | Neu 3p                            | DE53 (1 Wo.)DE | — | — | Erstveröffentlichung: 6. November 2009 |
| 2017 | Kraft 3p                          | DE16 (4 Wo.)DE | — | — | Erstveröffentlichung: 28. April 2017   |

### Livealben
| Jahr | Titel Musiklabel             | Anmerkungen                             |
| ---- | ---------------------------- | --------------------------------------- |
| 2003 | Live in Berlin 3p            | Erstveröffentlichung: 25. November 2002 |
| 2010 | iTunes live aus Frankfurt 3p | Erstveröffentlichung: 26. Februar 2010  |

### Kompilationen
| Jahr | Titel Musiklabel             | Höchstplatzierung, Gesamtwochen, AuszeichnungChartsChartplatzierungen (Jahr, Titel, Musiklabel, Platzierungen, Wochen, Auszeichnungen, Anmerkungen) | Anmerkungen                             |
| Jahr | Titel Musiklabel             | DE | Anmerkungen                             |
| ---- | ---------------------------- | --- | --------------------------------------- |
| 2006 | Von Herzen – Das Beste 3p    | DE72 (1 Wo.)DE | Erstveröffentlichung: 10. November 2006 |
| 2007 | Von Herzen – Die B-Seiten 3p | — | Erstveröffentlichung: 16. Januar 2007   |

### Singles
| Jahr | Titel Album                                             | Höchstplatzierung, Gesamtwochen, AuszeichnungChartplatzierungen (Jahr, Titel, Album, Platzierungen, Wochen, Auszeichnungen, Anmerkungen) | Höchstplatzierung, Gesamtwochen, AuszeichnungChartplatzierungen (Jahr, Titel, Album, Platzierungen, Wochen, Auszeichnungen, Anmerkungen) | Höchstplatzierung, Gesamtwochen, AuszeichnungChartplatzierungen (Jahr, Titel, Album, Platzierungen, Wochen, Auszeichnungen, Anmerkungen) | Anmerkungen                                                                      |
| Jahr | Titel Album                                             | DE | AT | CH | Anmerkungen                                                                      |
| ---- | ------------------------------------------------------- | --- | --- | --- | -------------------------------------------------------------------------------- |
| 2001 | Wenn das Liebe ist Glashaus                             | DE5 Gold · (18 Wo.)DE | AT27 (13 Wo.)AT | CH18 (17 Wo.)CH | Erstveröffentlichung: 19. Februar 2001 Verkäufe: + 250.000                       |
| 2001 | Was immer es ist Glashaus                               | DE48 (9 Wo.)DE | — | — | Erstveröffentlichung: 4. Juni 2001                                               |
| 2001 | Ohne dich Pop 2001                                      | DE43 (9 Wo.)DE | — | — | Erstveröffentlichung: 20. August 2001 Original: Selig                            |
| 2001 | Trost (es tut weh) Glashaus                             | DE99 (1 Wo.)DE | — | — | Erstveröffentlichung: 12. November 2001                                          |
| 2002 | Bald (und wir sind frei) Glashaus II (Jah Sound System) | DE77 (2 Wo.)DE | — | — | Erstveröffentlichung: 22. Juli 2002                                              |
| 2002 | Land in Sicht Glashaus II (Jah Sound System)            | — | — | — | Erstveröffentlichung: 30. September 2002                                         |
| 2002 | Ich bring’ dich durch die Nacht Hommage an Reinhard Mey | — | — | — | Erstveröffentlichung: 9. Dezember 2002 Original: Reinhard Mey                    |
| 2003 | Liebe Sabs                                              | DE52 (9 Wo.)DE | — | — | Erstveröffentlichung: 8. Dezember 2003 Sabrina Setlur feat. Glashaus & Franziska |
| 2005 | Haltet die Welt an Drei                                 | DE11 (11 Wo.)DE | — | — | Erstveröffentlichung: 18. April 2005                                             |
| 2005 | Du Drei                                                 | DE47 (7 Wo.)DE | — | — | Erstveröffentlichung: 9. Mai 2005                                                |
| 2005 | Is’ nur Kino Drei                                       | DE60 (4 Wo.)DE | — | — | Erstveröffentlichung: 28. Oktober 2005 Original: Rodgau Monotones                |
| 2006 | In meinem Leben Von Herzen – Das Beste                  | DE96 (1 Wo.)DE | — | — | Erstveröffentlichung: 10. November 2006                                          |
| 2009 | Das hier Neu                                            | DE43 (4 Wo.)DE | — | — | Erstveröffentlichung: 24. November 2009                                          |
| 2010 | Licht Neu                                               | DE52 (2 Wo.)DE | — | — | Erstveröffentlichung: 16. April 2010                                             |
| 2016 | Fühlt sich wie sterben an Kraft                         | — | — | — | Erstveröffentlichung: 21. Dezember 2016                                          |
| 2017 | Kraft                                                   | — | — | — | Erstveröffentlichung: 24. Februar 2017                                           |
| 2017 | Gegen den Strom Kraft                                   | — | — | — | Erstveröffentlichung: 9. Juni 2017                                               |

## Auszeichnungen
- 2017: SignsAward